# 迁陵之议
迁陵之议或称改迁陵寝之议，是指明朝嘉靖三年（1524年）到嘉靖十八年（1539年）明世宗要把其父亲的明显陵从湖北安陆迁到北京的历史事件。中国古代历代帝王“首重山陵”，认为陵寝的建造关系到王朝和帝运的盛衰，国祚的长短。在明显陵擴建的过程中，由于世宗的生父睿宗献皇帝陵寝远在湖北安陆。明世宗瞻怀哀痛，于是朝中有人上疏，提出了将显陵往北迁移到天寿山安葬的奏议。围绕迁陵事宜，朝廷大臣展开了长达十多年的争论，明世宗数次令廷臣集议，久议未决，直到嘉靖十八年才告结束。

## 背景

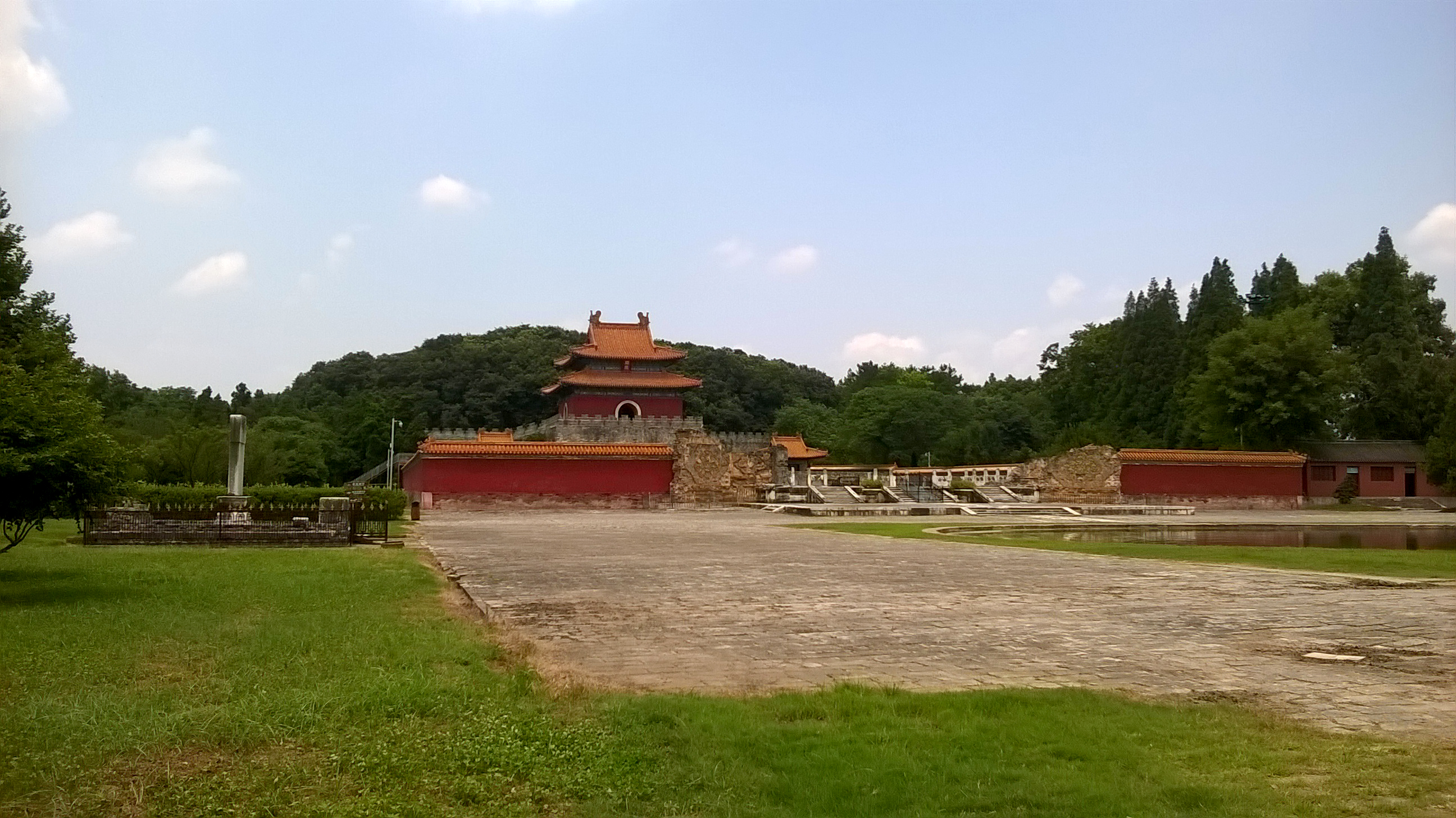
位于湖北安陆的明显陵，明世宗主张迁陵的就是他父亲的陵墓。

嘉靖三年（1524年）八九月间，正值左顺门事件后大礼更定之前、议礼两派因议礼而起的政治斗争最酣的关键时刻，锦衣卫革职百户随全和光禄寺革职事钱子勋上疏，提出了将显陵北迁到天寿山安葬的奏议。工部尚书赵璜认为“皇考体魄所安，不可轻犯”，“山川灵秀所萃，不可轻泄”，“国家根本所在，不可轻动”，并举太祖定都南京不迁仁祖陵、太宗迁都北京不迁孝陵例，反对随全、钱子勋之议。而曾经“与事显陵”的五官灵台郎吴升也上疏反对随全的建议。尽管如此，世宗仍令礼官集议，实际上此举已经表明了世宗属意迁陵。数日后，礼部尚书席书集廷臣意见：“显陵先帝体魄所藏，不可轻动。昔高皇帝不迁祖陵，文皇帝不迁孝陵，随全等谄谀小人，妄议山陵，宜下法司按问”，几乎完全复述了赵璜的意见。然而世宗并未就此罢休，世宗说：“先帝陵寝在远，朕朝夕思念”为由，令礼部“再详议以闻”。席书再次集议后仍“极言不可”，世宗遂暂时放弃了迁显陵于天寿山的念头。

## 过程
嘉靖六年（1527年），迁陵之议骤起。如致仕佥事宁河、光禄寺厨役王福、锦衣卫千户陈升、革职锦衣卫百户随全、罢闲光禄寺录事钱子勋、温州府武举生杜承美、革职兵马周密、湖广生员萧时用等人皆请迁献皇帝陵墓并迎献皇帝梓宫入天寿山。
迁陵由三千里之外远迁来北京，要耗费许多国财民力。张璁反对迁陵，还同席书、桂萼一起上疏劝谏世宗。但起初蒋太后很想促成此事，极力对世宗施加压力，所以世宗希望张璁等人能够在这件事上支持他。但张璁却说：“显陵安重不迁，实皇上崇大化之本也”。蒋太后得知后，向世宗哭诉：“五六年间，只想皇帝启请先帝梓宫来京，不想今日重加修造，已知不迁之理，但后日将吾以何？”世宗十分紧张，一方面劝慰母亲说：“慈亲安心爱养尊体以享福寿，此等之事甚非圣母之忧”。另一方面将其母的态度告知张璁等人，希望得到帮助，张璁却认为世宗在这件事上不应违反礼制，而应尽量说服太后。
在张璁的极力反对之下，蒋太后最终表示：“先帝奉迁之事委实重大，亦扰百姓，但只他日是必将吾随之先帝南归，如是吾则无忧也。”得到了蒋太后的表态，世宗遂下旨：“朕已经奉圣母慈训，谓陵寝根本重地，不可轻动，这各该奏扰人役，本都当孥问重治，不究，再来奏扰，绝不轻饶”。

## 评价
嘉靖三年开始的迁显陵之议，至嘉靖十八年李拱辰因再议迁陵被治罪止，时历十五载，中间反复无常，甚至张璁、夏言、严嵩等宰辅大臣也不得不左右其间。这些奔竞官员十几年的迁陵之议，最终并没有得到世宗皇帝的认同，这也是嘉靖年间世宗祀典改制唯一没有成功的一次。